# Alpine Village
Alpine Village est une census-designated place située dans le comté d'Alpine en Californie. Sa population était de 136 habitants en 2000 pour 7,3 km2.

## Démographie
| 2000 | 2010 | - | - | - | - |
| ---- | ---- | - | - | - | - |
| 136  | 114  | - | - | - | - |

| Groupe            | Alpine Village | Californie | États-Unis |
| ----------------- | -------------- | ---------- | ---------- |
| Blancs            | 79,8           | 57,6       | 72,4       |
| Amérindiens       | 16,7           | 1,0        | 0,9        |
| Autres            | 1,8            | 23,4       | 19,0       |
| Métis             | 0,9            | 4,9        | 2,9        |
| Asiatiques        | 0,9            | 13,1       | 4,8        |
| Total             | 100            | 100        | 100        |
|                   |                |            |            |
| Latino-Américains | 5,3            | 37,6       | 16,7       |

Selon l'American Community Survey, en 2010, 93,10 % de la population âgée de plus de 5 ans déclare parler l'anglais à la maison et 2,59 % déclare parler l’allemand et 4,31 % une autre langue.